# II liga polska w piłce siatkowej mężczyzn (2012/2013)
II liga polska w piłce siatkowej mężczyzn 2012/2013 – 23. edycja ligowych rozgrywek siatkarskich trzeciego szczebla, organizowanych przez Polski Związek Piłki Siatkowej pod nazwą II liga.

## System rozgrywek
Zmagania toczą się potrójnie:
1. Etap I (dwurundowa faza zasadnicza) – przeprowadzona w formule ligowej, systemem kołowym (tj. "każdy z każdym - mecz i rewanż"), rozpoczęta jesienią 2011 roku meczami 1 kolejki, a zakończona w marcu. Miała na celu wyłonienie dwóch grup: walczącej o awans do I ligi i walczącej o utrzymanie się w II lidze polskiej.
2. Etap II (dwurundowa faza play-off) – przeprowadzona w systemem pucharowym. Rywalizacja toczyła się o miejsca 1-4 oraz ew. o utrzymanie. Przystąpiło do niej z reguły 8 drużyn.
3. Etap III (turniej półfinałowy) – turnieje rozgrywane systemem kołowym z udziałem 8 najlepszych drużyn podzielonych na 2 grupy. Do turnieju finałowego awansują po dwie najlepsze drużyny z każdej grupy.
4. Etap IV (turniej finałowy) - turniej rozgrywany na podobnych zasadach co zmagania półfinałowe, biorą w nim udział 4 zespoły. Ma za zadanie wyłonić 2 drużyny, które awansują bezpośrednio do I ligi.

## Drużyny uczestniczące

### Grupa 1
Grupę 1 tworzy 9 klubów siatkarskich z województw: dolnośląskiego (część), lubuskiego, wielkopolskiego, zachodniopomorskiego.
| | Uczestnicy poprzedniej edycji |    |
| --- | ----------------------------- | -- |
| WRZ | Krispol Września              | 2  |
| KAL | MKS Kalisz                    | 3  |
| ŻAG | WKS Sobieski ARENA Żagań      | 4  |
| SZC | Morze Bałtyk Szczecin         | 5  |
| SUL | STS Olimpia Sulęcin           | 6  |
| MIĘ | KS Orzeł Międzyrzecz          | 8  |
| ZG | KU AZS UZ Zielona Góra        | 9  |
| ŚWI | LO MS Świnoujście             | 10 |
| | Spadek z I ligi               |    |
| GOR | GTPS Gorzów Wielkopolski      | 10 |
| Oznaczenia: - kolumna pierwsza – skróty nazw drużyn wpisane na mapie (jeśli ta została zamieszczona), - kolumna trzecia – miejsce zajęte przez daną drużynę w poprzednim sezonie. |                               |    |

### Grupa 2
Grupę 2 tworzy 12 klubów siatkarskich z województw: łódzkiego, opolskiego, dolnośląskiego (część), śląskiego.
| | Uczestnicy poprzedniej edycji                  |    |
| --- | ---------------------------------------------- | -- |
| RZĄ | LKS Czarni Wirex Rząśnia                       | 3  |
| WRO | Gwardia Wrocław                                | 4  |
| RAC | KS AZS Rafako Racibórz                         | 5  |
| CZE | Delic-Pol Norwid Częstochowa                   | 6  |
| RYB | TS Volley Rybnik                               | 7  |
| OPO | AZS Politechnika Opolska Cementownia Odra S.A. | 8  |
| GŁU | Juvenia Głuchołazy                             | 9  |
| KAT | KS Spodek Katowice                             | 10 |
| WAŁ | Victoria Wałbrzych                             | 11 |
| | Awans z III ligi                               |    |
| MIL | KS Milicz                                      |    |
| TYC | TKS Tychy                                      |    |
| BIE | KS Bielawianka Bester Bielawa                  |    |
| Oznaczenia: - kolumna pierwsza – skróty nazw drużyn wpisane na mapie (jeśli ta została zamieszczona), - kolumna trzecia – miejsce zajęte przez daną drużynę w poprzednim sezonie. |                                                |    |

### Grupa 3
Grupę 3 tworzy 10 klubów z województw: lubelskiego, kujawsko-pomorskiego, mazowieckiego, podlaskiego, pomorskiego i warmińsko-mazurskiego.
| | Uczestnicy poprzedniej edycji                   |    |
| --- | ----------------------------------------------- | -- |
| HAJ | Pronar Parkiet Hajnówka                         | 2  |
| ŻYR | KS Żyrardowianka Żyrardów                       | 4  |
| WOL | MOS Wola Warszawa                               | 5  |
| AUG | UKS Centrum Augustów                            | 6  |
| OLS | AZS UWM Olsztyn II                              | 7  |
| OZO | MKS Bzura Ozorków                               | 7  |
| MŁA | KS Zawkrze Mława                                | 10 |
| | Awans z III ligi                                |    |
| RZE | LKS CARO Rzeczyca                               |    |
| MIE | UKS Międzyrzecka Trójka w Międzyrzecu Podlaskim |    |
| ŁÓD | AKS UŁ Łódź                                     |    |
| Oznaczenia: - kolumna pierwsza – skróty nazw drużyn wpisane na mapie (jeśli ta została zamieszczona), - kolumna trzecia – miejsce zajęte przez daną drużynę w poprzednim sezonie. |                                                 |    |

### Grupa 4
Grupę 4 tworzy 10 klubów z województw: lubelskiego, małopolskiego, podkarpackiego, śląskiego i świętokrzyskiego.
| | Uczestnicy poprzedniej edycji |    |
| --- | ----------------------------- | -- |
| ŚWI | Avia Świdnik                  | 2  |
| SMS | SMS PZPS Spała                | 2  |
| KRO | Karpaty Krosno                | 3  |
| SKA | STS Skarżysko-Kamienna        | 4  |
| STR | MKS Wisłok Strzyżów           | 5  |
| AGH | AGH Wawel Kraków              | 6  |
| BOC | MOSiR Bochnia                 | 8  |
| ROP | KS Błękitni Ropczyce          | 9  |
| LUB | ZKS Cukrownik Lublin          | 10 |
| | Spadek z I ligi               |    |
| WAN | Wanda Instal Kraków           | 12 |
| Oznaczenia: - kolumna pierwsza – skróty nazw drużyn wpisane na mapie (jeśli ta została zamieszczona), - kolumna trzecia – miejsce zajęte przez daną drużynę w poprzednim sezonie. |                               |    |

## Grupa 1
| Lp. | Drużyna                  |
| --- | ------------------------ |
| 1   | Krispol Września         |
| 2   | MKS Kalisz               |
| 3   | WKS Sobieski Arena Żagań |
| 4   | Morze Bałtyk Szczecin    |
| 5   | AZS UZ Zielona Góra      |
| 6   | Olimpia Sulęcin          |
| 7   | GTPS Gorzów Wielkopolski |
| 8   | Orzeł Międzyrzecz        |
| 9   | LO MS Świnoujście        |

     awans do turnieju półfinałowego
     baraż o utrzymanie (z drużyną z III ligi)
     spadek do III ligi

## Grupa 2
| Lp. | Drużyna                                   |
| --- | ----------------------------------------- |
| 1   | KS Milicz                                 |
| 2   | TKS Tychy                                 |
| 3   | Juvenia Głuchołazy                        |
| 4   | Rafako Racibórz                           |
| 5   | Victoria Wałbrzych                        |
| 6   | Spodek Katowice                           |
| 7   | Czarni Wirex Rząśnia                      |
| 8   | Gwardia Wrocław                           |
| 9   | AZS Politechnika Opolska Cementownia Odra |
| 10  | TS Volley Rybnik                          |
| 11  | Bielawianka Bielawa                       |
| 12  | Delic-Pol Norwid Częstochowa              |

     awans do turnieju półfinałowego
     baraż o utrzymanie (z drużyną z III ligi)
     spadek do III ligi

## Grupa 3
| Lp. | Drużyna                    |
| --- | -------------------------- |
| 1   | LKS Caro Rzeczyca          |
| 2   | Pronar Parkiet Hajnówka    |
| 3   | Trójka Międzyrzec Podlaski |
| 4   | AKS UŁ Łódź                |
| 5   | AZS UWM II Olsztyn         |
| 6   | MOS Wola Warszawa          |
| 7   | Centrum Augustów           |
| 8   | Bzura Ozorków              |
| 9   | KS Żyrardowianka Żyrardów  |
| 10  | Zawkrze Mława              |

     awans do turnieju półfinałowego
     baraż o utrzymanie (z drużyną z III ligi)
     spadek do III ligi

## Grupa 4
| Lp. | Drużyna                |
| --- | ---------------------- |
| 1   | Avia Świdnik           |
| 2   | AGH Wawel Kraków       |
| 3   | MKS Wisłok Strzyżów    |
| 4   | Karpaty Krosno         |
| 5   | STS Skarżysko-Kamienna |
| 6   | Błękitni Ropczyce      |
| 7   | MOSiR Bochnia          |
| 8   | Cukrownik Lublin       |
| 9   | Wanda Instal Kraków    |
| 10  | SMS PZPS Spała         |

     awans do turnieju półfinałowego
     spadek do III ligi

## Turniej półfinałowy

### Grupa 1 (Milicz)
Terminarz i wyniki 
| Data       | Drużyna 1               | Wynik | Drużyna 2               | Sety                              |
| ---------- | ----------------------- | ----- | ----------------------- | --------------------------------- |
| 17.05.2013 | AGH 100RK AZS Kraków    | 1:3   | Krispol Września        | 18:25, 25:20, 20:25, 19:25        |
| 17.05.2013 | KS Milicz               | 3:0   | Pronar Parkiet Hajnówka | 25:23, 25:18, 25:10               |
|            |                         |       |                         |                                   |
| 18.05.2013 | AGH 100RK AZS Kraków    | 3:0   | Pronar Parkiet Hajnówka | 25:19, 25:20, 25:20               |
| 18.05.2013 | Krispol Września        | 2:3   | KS Milicz               | 25:22, 19:25, 25:16, 25:27, 12:15 |
|            |                         |       |                         |                                   |
| 19.05.2013 | KS Milicz               | 1:3   | AGH 100RK AZS Kraków    | 21:25, 26:24, 22:25, 22:25        |
| 19.05.2013 | Pronar Parkiet Hajnówka | 1:3   | Krispol Września        | 14:25, 25:23, 28:30, 22:25        |

 Tabela 
| Lp. | Drużyna                 | Pkt | Mecze | Mecze | Mecze | Rodzaj wyniku | Rodzaj wyniku | Rodzaj wyniku | Rodzaj wyniku | Rodzaj wyniku | Rodzaj wyniku | Sety | Sety | Sety  | Małe punkty | Małe punkty | Małe punkty |
| Lp. | Drużyna                 | Pkt | M     | W     | P     | 3:0           | 3:1           | 3:2           | 2:3           | 1:3           | 0:3           | wyg. | prz. | stos. | zdob.       | str.        | stos.       |
| --- | ----------------------- | --- | ----- | ----- | ----- | ------------- | ------------- | ------------- | ------------- | ------------- | ------------- | ---- | ---- | ----- | ----------- | ----------- | ----------- |
| 1   | AGH 100RK AZS Kraków    | 6   | 3     | 3     | 0     | 1             | 2             | 0             | 0             | 0             | 0             | 9    | 2    | 4.5   | 269         | 232         | 1.16        |
| 2   | KS Milicz               | 5   | 3     | 2     | 1     | 1             | 0             | 1             | 0             | 1             | 0             | 7    | 5    | 1.4   | 271         | 256         | 1.06        |
| 3   | Krispol Września        | 4   | 3     | 1     | 2     | 0             | 1             | 0             | 1             | 1             | 0             | 6    | 7    | 0.86  | 291         | 289         | 1.01        |
| 4   | Pronar Parkiet Hajnówka | 3   | 3     | 0     | 3     | 0             | 0             | 0             | 0             | 1             | 2             | 1    | 9    | 0.11  | 199         | 253         | 0.79        |

Źródło: inf. własna
Punktacja: zwycięstwo - 2 pkt; porażka - 1 pkt
Zasady ustalania kolejności: 1. liczba punktów; 2. stosunek setów; 3. stosunek małych punktów; 4. bilans w bezpośrednich meczach
     awans turnieju finałowego

### Grupa 2 (Tychy)
Terminarz i wyniki 
| Data       | Drużyna 1     | Wynik | Drużyna 2     | Sety                       |
| ---------- | ------------- | ----- | ------------- | -------------------------- |
| 17.05.2013 | TKS Tychy     | 0:3   | Caro Rzeczyca | 18:25, 17:25, 19:25        |
| 17.05.2013 | Avia Świdnik  | 3:1   | MKS Kalisz    | 25:21, 26:24, 19:25, 25:14 |
|            |               |       |               |                            |
| 18.05.2013 | TKS Tychy     | 3:1   | MKS Kalisz    | 25:21, 25:15, 18:25, 25:19 |
| 18.05.2013 | Caro Rzeczyca | 0:3   | Avia Świdnik  | 23:25, 19:25, 22:25        |
|            |               |       |               |                            |
| 19.05.2013 | Avia Świdnik  | 1:3   | TKS Tychy     | 25:13, 22:25, 23:25, 24:26 |
| 19.05.2013 | MKS Kalisz    | 1:3   | Caro Rzeczyca | 25:21, 22:25, 16:25, 21:25 |

 Tabela 
| Lp. | Drużyna       | Pkt | Mecze | Mecze | Mecze | Rodzaj wyniku | Rodzaj wyniku | Rodzaj wyniku | Rodzaj wyniku | Rodzaj wyniku | Rodzaj wyniku | Sety | Sety | Sety  | Małe punkty | Małe punkty | Małe punkty |
| Lp. | Drużyna       | Pkt | M     | W     | P     | 3:0           | 3:1           | 3:2           | 2:3           | 1:3           | 0:3           | wyg. | prz. | stos. | zdob.       | str.        | stos.       |
| --- | ------------- | --- | ----- | ----- | ----- | ------------- | ------------- | ------------- | ------------- | ------------- | ------------- | ---- | ---- | ----- | ----------- | ----------- | ----------- |
| 1   | Avia Świdnik  | 6   | 3     | 3     | 0     | 1             | 2             | 0             | 0             | 0             | 0             | 9    | 2    | 4.5   | 257         | 228         | 1.13        |
| 2   | TKS Tychy     | 5   | 3     | 2     | 1     | 1             | 1             | 0             | 0             | 1             | 0             | 7    | 4    | 1.75  | 264         | 237         | 1.11        |
| 4   | Caro Rzeczyca | 3   | 3     | 0     | 3     | 0             | 0             | 0             | 0             | 3             | 0             | 3    | 9    | 0.33  | 248         | 284         | 0.87        |
| 3   | MKS Kalisz    | 4   | 3     | 1     | 2     | 1             | 0             | 0             | 0             | 0             | 2             | 3    | 6    | 0.5   | 214         | 234         | 0.91        |

Źródło: inf. własna
Punktacja: zwycięstwo - 2 pkt; porażka - 1 pkt
Zasady ustalania kolejności: 1. liczba punktów; 2. stosunek setów; 3. stosunek małych punktów; 4. bilans w bezpośrednich meczach
     awans turnieju finałowego

## Turniej finałowy (Milicz)
Terminarz i wyniki 
| Data       | Drużyna 1            | Wynik | Drużyna 2            | Sety                              |
| ---------- | -------------------- | ----- | -------------------- | --------------------------------- |
| 31.05.2013 | AGH 100RK AZS Kraków | 2:3   | Avia Świdnik         | 21:25, 28:26, 16:25, 28:26, 9:15  |
| 31.05.2013 | TKS Tychy            | 3:2   | KS Milicz            | 25:19, 23:25, 25:27, 25:22, 15:12 |
|            |                      |       |                      |                                   |
| 01.06.2013 | Avia Świdnik         | 3:1   | KS Milicz            | 23:25, 25:19, 25:22, 25:18        |
| 01.06.2013 | AGH 100RK AZS Kraków | 3:2   | TKS Tychy            | 27:25, 24:26, 23:25, 25:20, 15:11 |
|            |                      |       |                      |                                   |
| 02.06.2013 | TKS Tychy            | 0:3   | Avia Świdnik         | 21:25, 17:25, 23:25               |
| 02.06.2013 | KS Milicz            | 3:0   | AGH 100RK AZS Kraków | 25:19, 25:21, 25:13               |

 Tabela 
| Lp. | Drużyna              | Pkt | Mecze | Mecze | Mecze | Rodzaj wyniku | Rodzaj wyniku | Rodzaj wyniku | Rodzaj wyniku | Rodzaj wyniku | Rodzaj wyniku | Sety | Sety | Sety  | Małe punkty | Małe punkty | Małe punkty |
| Lp. | Drużyna              | Pkt | M     | W     | P     | 3:0           | 3:1           | 3:2           | 2:3           | 1:3           | 0:3           | wyg. | prz. | stos. | zdob.       | str.        | stos.       |
| --- | -------------------- | --- | ----- | ----- | ----- | ------------- | ------------- | ------------- | ------------- | ------------- | ------------- | ---- | ---- | ----- | ----------- | ----------- | ----------- |
| 1   | Avia Świdnik         | 6   | 3     | 3     | 0     | 1             | 1             | 1             | 0             | 0             | 0             | 9    | 3    | 3     | 290         | 247         | 1.17        |
| 2   | KS Milicz            | 4   | 3     | 1     | 2     | 1             | 0             | 0             | 1             | 1             | 0             | 6    | 6    | 1     | 264         | 264         | 1           |
| 3   | TKS Tychy            | 4   | 3     | 1     | 2     | 0             | 0             | 1             | 1             | 0             | 1             | 5    | 8    | 0.63  | 281         | 294         | 0.96        |
| 4   | AGH 100RK AZS Kraków | 4   | 3     | 1     | 2     | 0             | 0             | 1             | 1             | 0             | 1             | 5    | 8    | 0.63  | 269         | 299         | 0.9         |

Źródło: inf. własna
Punktacja: zwycięstwo - 2 pkt; porażka - 1 pkt
Zasady ustalania kolejności: 1. liczba punktów; 2. stosunek setów; 3. stosunek małych punktów; 4. bilans w bezpośrednich meczach
     awans do I ligi